# Zemní plyn na Ukrajině

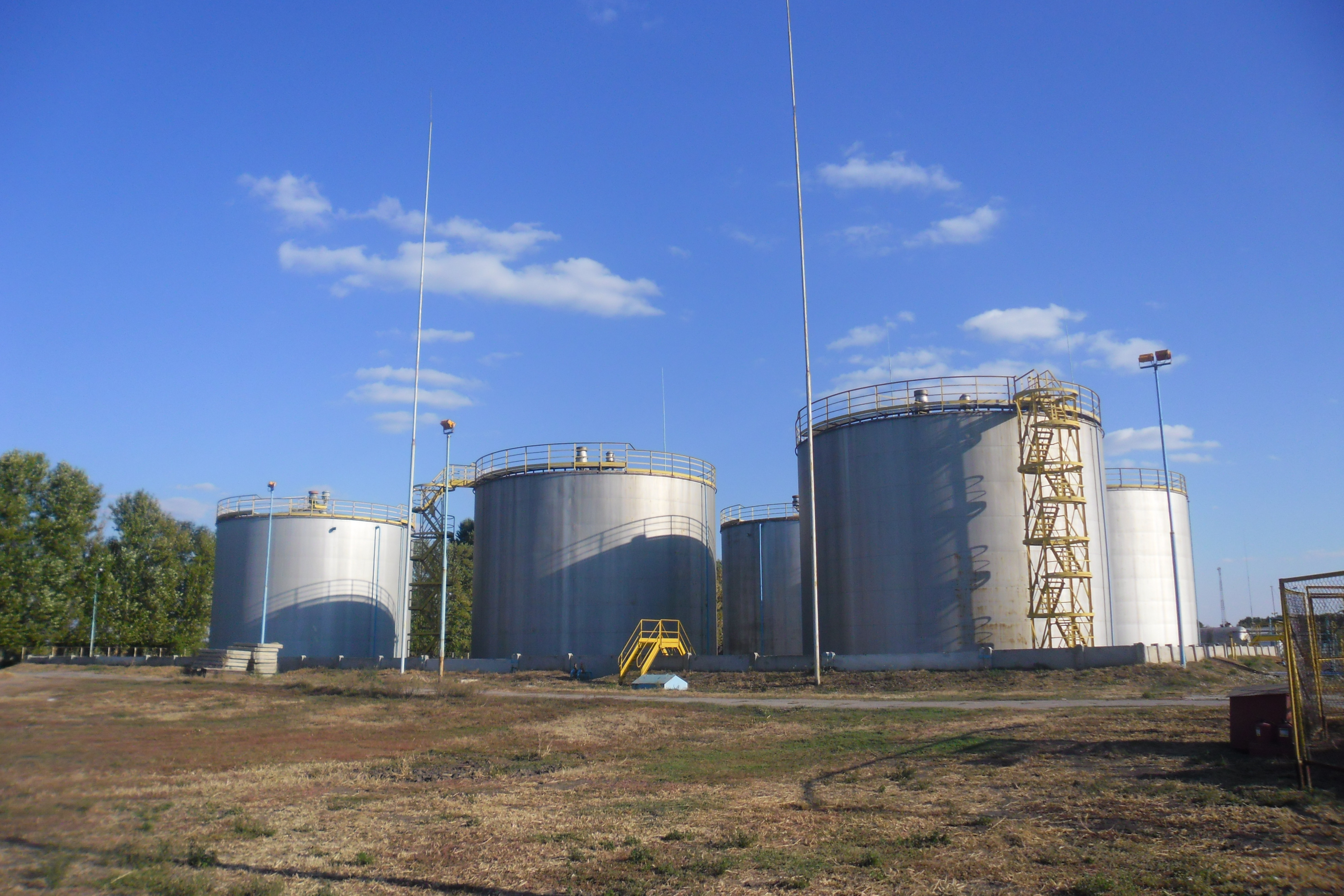
Těžba plynu. Nádržový park.

Plynárenství na Ukrajině se rozvíjí na základě ložisek v Dněpro-Doněcké ropné a plynárenské oblasti, v Předkarpatské ropné a plynárenské oblasti a v Černomořsko-Krymské ropné a plynárenské provincii. Největší ložiska plynu se nacházejí v Charkovské, Poltavské a Lvovské oblasti.
Ukrajina spotřebuje 30-32 miliard m3 plynu ročně. Těžba plynu na Ukrajině se ustálila na úrovni 18-20 miliard m3 ročně. Je tedy v současné době v zásobování plynem soběstačná přibližně ze 70 %. Zbytek pokrývá dovoz z Ruska a Turkmenistánu. 

## Historie

### Počátky
Historie plynárenství na Ukrajině je stará přibližně 100 let. V Přikarpatsku (ukrajinsky Прикарпаття) se přidružený ropný plyn začal průmyslově využívat na počátku 20. století.
První plynovod Boryslav-Drohobyč byl vybudován v roce 1912.

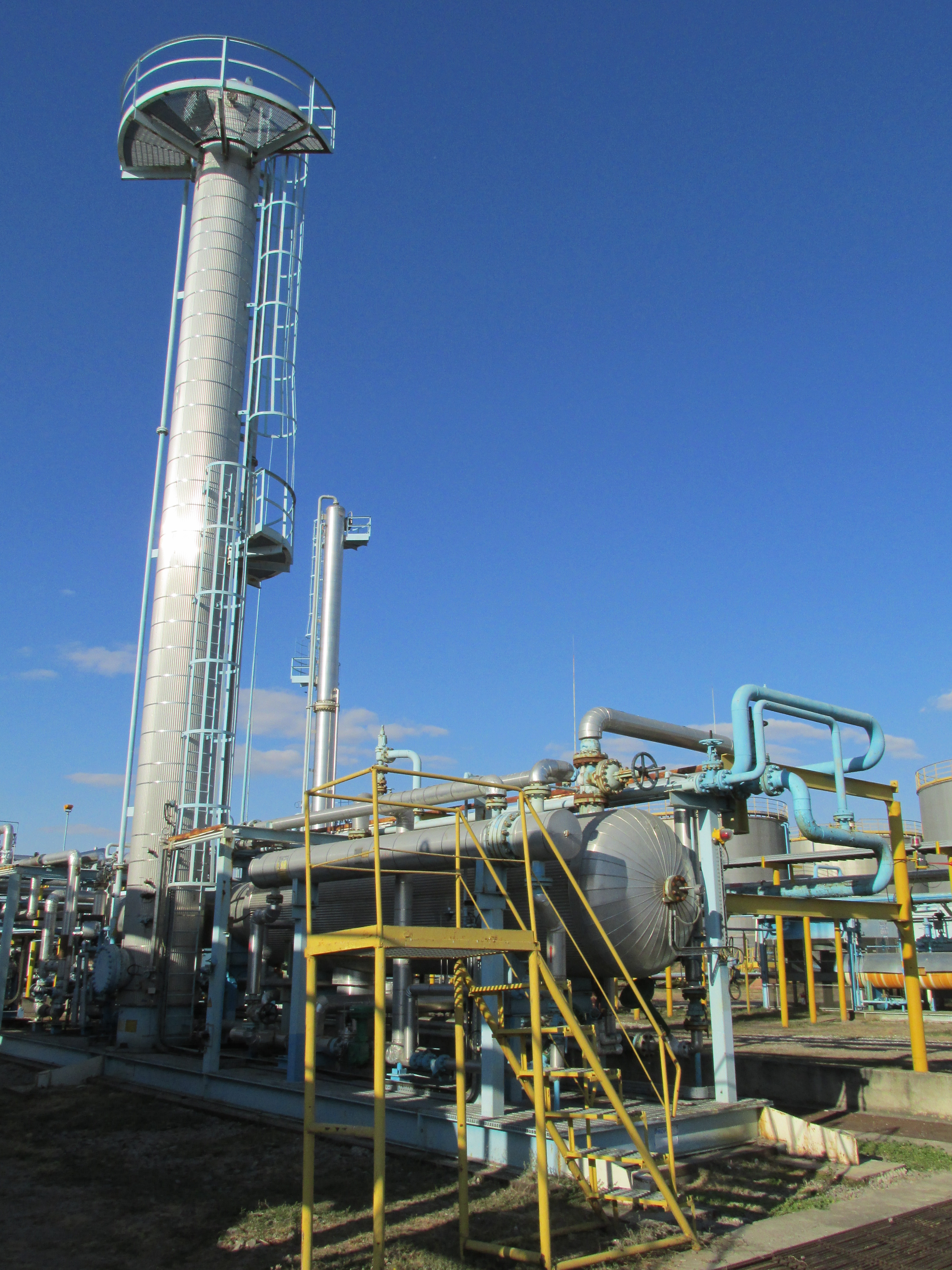
Těžba plynu

Velkokapacitní těžba a využívání zemního plynu na Ukrajině začaly s objevem Dašavského plynového pole v roce 1920 (v provozu je od roku 1924).

### Sovětské období
Bezprostředně po skončení druhé světové války v roce 1945 pokračoval SSSR v dodávkách ukrajinského plynu do Polska.
Objevení několika velkých ložisek - Oparské, Uherské, Bilče-Volycké - vedlo v roce 1948 k výstavbě plynovodu Dašava-Kyjev (o průměru 500 mm a délce 509 km), v té době nejvýkonnějšího v Evropě (cca 2 mld. m3 ročně).
V roce 1950 bylo objeveno unikátní Šebelynské ložisko s počátečními zásobami 650 miliard m3 plynu (uvedeno do provozu v roce 1956). V 60. letech 20. století byly vybudovány plynovody Šebelynka-Charkiv, Šebelynka-Kryvyj Rih-Odesa a Šebelynka-Kyjev.
V letech 1968-1970 byl vybudován plynovod Jefremivka-Dykanka-Kyjev, který spojil dvě největší plynárenské oblasti Ukrajiny - Dněpr-Doněckou a Předkarpatskou - do jedné plynárenské soustavy.
V letech 1975-1976 dosáhla těžba plynu vrcholu 68,7 miliardy m3 ročně.
Až do roku 1977 Ukrajina pokrývala své vlastní potřeby plynu a byla jeho vývozcem (v letech 1945-1977 činil vývoz 130 mld. m3 plynu). Hlavními dovozci ukrajinského plynu byly následující země: Rusko, Bělorusko, Litva, Lotyšsko, Moldavsko a Československo. Spotřeba plynu na Ukrajině dosáhla vrcholu v roce 1990, kdy činila 118,8 mld. m3.

### Po roce 1991 (Nezávislá Ukrajina)
V roce 1998 to bylo cca 75 miliard m3 a podle odborných odhadů se v příštích letech udrží na úrovni 65-70 miliard m3 ročně. Podíl plynu na využití primárních energetických zdrojů činí 45%, což je podle odborníků nepřiměřeně vysoké číslo. Kromě toho energetická náročnost hrubého domácího produktu na Ukrajině dosahuje 2,4 tuny ropného ekvivalentu na 1 000 USD, zatímco ve vyspělých západních zemích je to 0,4 tuny na 1 000 USD, což ukazuje na velký nevyužitý potenciál úspor energie.
Od roku 2017 jsou nejziskovějšími podniky v tomto odvětví státní monopoly - PJSC Ukrgazvydobuvannya, PJSC Ukrtransgaz a PJSC Ukrtransnafta. Současně soukromé společnosti zvyšují produkci rychleji než státní: v roce 2016 soukromé společnosti vyrobily přibližně 4,1 miliardy m3 (nárůst o 5,8 %) a za prvních devět měsíců roku 2017 2,6 miliardy m3 (nárůst o 1,3 %). "Čornomornaftogaz" se vrátil mezi producenty plynu, když v roce 2017 převzal kontrolu nad těžbou na ložisku Geničeské a do října vytěžil 6,7 mil. m3 plynu. Mezitím polostátní společnost Ukrnafta pokračuje ve snižování těžby: v roce 2016 vytěžila 1,29 mld. m3 plynu (minus 13,7 %) a 1,44 mil. tun ropy a za prvních devět měsíců roku 2017 591 mil. m3 plynu (minus 13 %).

## Ukrajinský plynárenský průmysl dnes
Ukrajina spotřebuje 30-32 miliard m3 plynu ročně. Těžba plynu na Ukrajině se ustálila na úrovni 18-20 miliard m3 ročně. Ukrajina je tedy v současné době v zásobování plynem soběstačná přibližně ze 70 %. Zbytek pokrývá dovoz z Ruska a Turkmenistánu. Prokázané domácí zásoby plynu na Ukrajině dosahují přibližně 1 bilionu m3, což při současném tempu těžby vystačí na 60 let. Podle národního programu Ropa a plyn Ukrajiny do roku 2010 lze za určitých podmínek zvýšit těžbu plynu až na 35 mld. m3 ročně. V roce 2010 byla hlavním regionem těžby plynu Poltavská oblast a vlastnictví nalezišť bylo na rozdíl od doby před revolučními událostmi přerozděleno na nekonkurenčním základě.
V listopadu 2018 dosáhla denní produkce zemního plynu na Ukrajině 59 mil. m3 denně, což je nejvyšší úroveň od roku 2014 po ztrátě černomořských polí v důsledku okupace Krymu. V září 2018 činila průměrná denní produkce plynu 57,7 milionu m³/den a v říjnu 58,5 milionu m³/den. Nárůstu bylo dosaženo díky zvýšené produkci státní společnosti Ukrgasvydobuvannya, která se na těžbě plynu v zemi podílí přibližně 74%. Zbylých 20% připadá na soukromé společnosti a 4% na společnost Ukrnafta.
V té době byla Ukrajina na druhém místě v Evropě, co se týče zásob plynu. Na prvním bylo Norsko.
V roce 2019 činila těžba zemního plynu na Ukrajině 20,7 mld. m3, což je o 1,4% méně než v předchozím roce.
Za 11 měsíců roku 2020 přepravil Ukrtransgaz na žádost svých zákazníků z Evropy na Ukrajinu 15,6 mld. m3 plynu. To je o 11% (1,6 mld. m3) více než ve stejném období loňského roku a o 34% více než průměr (11,7 mld. m3) za stejná období v letech 2016-2019.
V březnu 2023 provedla společnost Ukrgasvydobuvannya průzkumný a těžební vrt o hloubce 5 950 m, z něhož se bude těžit 340 tis. m³ zemního plynu denně.

## Břidlicový plyn
Od roku 2013 se kolem těžby břidlicového plynu na Ukrajině vedou velké spory. Ukrajinská vláda podepsala dohodu s předními světovými producenty plynu, ekologové zdůrazňovali, že komerční těžba břidlicového plynu zničí životní prostředí, a Moskva neskrývala obavy ze ztráty jednoho z největších trhů pro ruský plyn. V té době existovaly na Ukrajině dvě oblasti, kde se podle geologických studií nacházel břidlicový plyn.
Společnost Shell zahájila průzkumné vrty na Juzivském poli, které se rozkládá na ploše téměř 8 000 km² a předpokládaná kapacita břidlicového plynu je 4 miliardy m3. V listopadu 2014 společnost Shell provedla dva průzkumné vrty, ale kvůli vojenským operacím v Donbasu nemohla provést úplný průzkum ložiska.
Další ložisko, Oleské, o rozloze více než 6 000 km², se nachází na západě Ukrajiny ve Lvovské a Ivanofrankivské oblasti. Jeho zásoby byly odhadnuty na 3-3,5 miliardu m3 plynu.
Americká společnost Chevron hodlala do průzkumu a těžby plynu v tomto nalezišti investovat více než 10 miliard dolarů. V listopadu 2013 podepsala dohodu s ukrajinskou společností Nadra Oleska. V prosinci 2014 se však společnost Chevron rozhodla z Ukrajiny stáhnout a v roce 2015 své zastoupení definitivně uzavřela.
Válka v Donbasu skryla projekty společnosti Ukrgasvydobuvannya na rozvoj dalšího alternativního zdroje energie - uhelného metanu. A anexe Krymu Ruskem znemožnila těžbu plynu v hlubokomořském šelfu Černého moře. Tento projekt mělo realizovat konsorcium společností Exxon Mobil, Shell, OMV a Nadra Ukrajiny.
Pozastavení projektů těžby břidlicového plynu a dalších těžko návratných energetických projektů se v roce 2015 stalo nejen ukrajinským, ale i celosvětovým trendem.
V dubnu 2019 začala akciová společnost Ukrtransgaz vyvážet plyn do Maďarska. Jednalo se o test, po němž však mohou následovat další dodávky v závislosti na cenových rozdílech a dostupnosti domácí produkce.

## Rozdělení zásob plynu podle regionů
| Region                 | Známé zásoby plynu, mil. m³ (2019) |
| ---------------------- | ---------------------------------- |
| Charkovská oblast      | 317630                             |
| Poltavská oblast       | 270868                             |
| Lvovská oblast         | 72272                              |
| Černé moře             | 37506                              |
| Ivanofrankivska oblast | 30556                              |
| Sumská oblast          | 29443                              |
| AR Krym                | 16761                              |
| Dnipropetrovská oblast | 13079                              |
| Luhanská oblast        | 12591                              |
| Černihivská oblast     | 9296                               |
| Černovická oblast      | 3408                               |
| Záporožská oblast      | 2987                               |
| Zakarpatská oblast     | 1289                               |
| Volyňská oblast        | 1022                               |
| Oděská oblast          | 137                                |
| Doněcká oblast         | 84                                 |
| Azovské moře           | 14                                 |